# Ectropothecium percomplanatum
Ectropothecium percomplanatum är en bladmossart som beskrevs av Brotherus 1900. Ectropothecium percomplanatum ingår i släktet Ectropothecium och familjen Hypnaceae. Inga underarter finns listade i Catalogue of Life.